# Mars Climate Orbiter
Mars Climate orbiter (prije Mars Surveyor '98 Orbiter ) bio je 638-kg teška robotizirana svemirska sonda koju je NASA pokrenula 11. prosinca 1998. radi proučavanja marsovske klime, marsovske atmosfere i promjena na površini te radi prijenosa komunikacijskog releja u programu Mars Surveyor '98 za Mars Polar Lander. Međutim, 23. rujna 1999. godine komunikacija sa svemirskim brodom izgubljena je kako je svemirski brod ušao u orbitu, zbog zemaljskog računalnog softvera koji je proizveo izlaz u ne-SI jedinicama sekundi-funte (lbf · s) umjesto SI jedinice Newton-sekunde (N · s) određene u ugovoru između NASA-e i Lockheed-a. Svemirska letjelica naišla je na Mars na putu koji ga je doveo preblizu planetu i bila je ili uništena u atmosferi ili je ponovno ušla u heliocentrični prostor nakon što je napustila Marsovu atmosferu.    
Mars Climate Orbiter započeo je planirani manevar ulaska u orbitu 23. rujna 1999. u 09:00:46 UTC.  Naime, letjelica za usporenje svoje brzine osim glavnih motora koristi i način zračnog kočenja ili aerobrakinga. Kočenje letjelice postupkom aerobrakinga se odvija na način da sama letjelica ulazi u više slojeve atmosfere Marsa te ju taj zrak pomalo koči, ali ako ipak uđe preduboko, ona izgori zbog trenja zraka. Nakon što je sve proračunato, letjelica je počela s aerobrakingom, no s letjelicom je izgubljen kontakt. Razlog takve greške je iznenađujući: inženjeri u JPL-u su koristili različite mjerne jedinice. Jedni su koristili SI-sustav, a drugi stare engleske mjere. Na taj način je napravljena greška koja je kao rezultat, nažalost, imala uništenje Mars Climate Orbitera.Mars Climate Orbiter ugasio je radio vezu kad je svemirska letjelica prošla iza Marsa u 09:04:52 UTC, 49 sekundi ranije nego što se očekivalo, a komunikacija nikada nije uspostavljena. Zbog komplikacija koje su proizašle iz ljudske pogreške, svemirska letjelica naišla je na Mars na nižoj visini od predviđene i bila je ili uništena u atmosferi ili je ponovno ušla u heliocentrični prostor nakon izlaska iz Marsove atmosfere. Mars Reconnaissance Orbiter je od tada ispunio većinu zacrtanih ciljeva ove misije.     

## Profil misije
| Datum              | Vrijeme (UTC) | Događaj |
| ------------------ | ------------- | --- |
| 11. prosinca 1998. | 18:45:51      | Svemirski brod lansiran |
| 23. rujna 1999.    | 08:41:00      | Insercija započinje. Orbiter smješta solarni niz.                                                                             |
| 23. rujna 1999.    | 08:50:00      | Orbiter se okreće ispravnoj orijentaciji kako bi započeo izgaranje glavnog motora.                                            |
| 23. rujna 1999.    | 08:56:00      | Orbiter aktivira pirotehničke uređaje koji otvaraju ventile kako bi započeli pritisak pod rezervoarima za gorivo i oksidante. |
| 23. rujna 1999.    | 09:00:46      | Započinje glavno izgaranje motora; očekuje se paljenje 16 minuta 23 sekunde.                                                  |
| 23. rujna 1999.    | 09:04:52      | Komunikacija sa svemirskim brodom izgubljena                                                                                  |
| 23. rujna 1999.    | 09:06:00      | Očekuje se da će orbiter ući u okultaciju Marsa, izvan radio dodira sa Zemljom.                                               |
| 23. rujna 1999.    | 09:27:00      | Očekuje se da će izaći iz okultacije Marsa.                                                                                   |
| 25. rujna 1999.    |               | Misija proglašena izgubljenom. Razlog gubitka je nepoznat. Nema daljnjih pokušaja kontakta.                                   |